# Altena (Paesi Bassi)
Altena è una municipalità dei Paesi Bassi di 58 688 abitanti situata nella provincia del Brabante Settentrionale. Costituita il 1º gennaio 2019, il suo territorio è stato formato dalla fusione delle municipalità di Aalburg, Werkendam e Woudrichem.